# Salto do Jacuí

Salto do Jacuí.

Salto do Jacuí es un municipio brasileño del estado de Río Grande do Sul.
Se encuentra ubicado a una latitud de 29º05'18" Sur y una longitud de 53º12'45" Oeste, estando a una altitud de 322 metros sobre el nivel del mar. Su población estimada para el año 2004 era de 12.481 habitantes.
Ocupa una superficie de 827,62 km².
La economía de Salto do Jacuí se basa en la agricultura (soja, maíz, trigo), la ganadería, la minería (extracción de piedras preciosas y semi-preciosas), la generación de energía eléctrica (Usina Leonel Brizola y Passo Real) y ahora además cuenta con una empresa fabricante de calzados, aumentando el potencial económico del municipio.
- Datos: Q194389
- Multimedia: Salto do Jacuí / Q194389